# Guillermo del Toro
Guillermo del Toro (Guadalajara, 9 de outubro de 1964) é um cineasta, roteirista e produtor mexicano.

## Vida
Criado pela sua avó, Del Toro desenvolveu interesse por cinema quando adolescente. Mais tarde, aprendeu sobre efeitos e maquiagem com Dick Smith (que trabalhara em O Exorcista e vários curta-metragens). Após o ensino médio, Del Toro estudou e graduou-se em Cinema na Universidade de Guadalajara. Por dez anos, trabalhou como supervisor de maquiagem, até formar a sua própria companhia, Necropia, no começo dos anos 80. Dirigiu ainda programas para a TV Mexicana, onde aprendeu a fazer filmes.
Em 1986, aos 21 anos, Del Toro foi produtor executivo de seu primeiro filme, Dona Herlinda e seu Filho. Seu primeiro sucesso foi Cronos, em 1992, filme que ganhou nove prêmios no México e se tornou um sucesso em Cannes. Seguindo o sucesso de Cronos, dirigiu um filme de Hollywood, Mimic (1997) com Mira Sorvino. Decepcionado com o resultado pobre deste filme, retornou ao México, formou a produtora The Tequila Gang e conquistou a crítica com o filme de horror atmosférico A Espinha do Diabo, uma história de fantasma situada na época da Guerra Civil Espanhola. Em 2002, Del Toro voltou a Hollywood para dirigir Blade 2 e, em 2004, dirigiu Hellboy. Conquistou o estrelato com O Labirinto do Fauno, filme de fantasia sombria similar a A Espinha do Diabo, que foi indicado ao Oscar de Melhor Filme Estrangeiro em 2006.
Depois da continuação Hellboy II: The Golden Army, lançado em 2008, Del Toro focou-se no trabalho de produtor. Desistiu de dirigir O Hobbit para apenas ajudar no roteiro devido aos atrasos da produtora em dar andamento. Desde 2010, é parceiro da DreamWorks Animation, produzindo e supervisionando os filmes animados do estúdio. Em 2013, dirigiu o filme Pacific Rim, uma homenagem aos filmes de monstro japoneses. Em 2015, dirigiu A Colina Escarlate, um romance gótico.
Del Toro mora em Los Angeles e foi casado com Lorenza Newton de 1997 a 2017, com quem teve duas filhas: Mariana e Marisa. Também investiu na literatura, escrevendo A Trilogia da Escuridão em parceria com Chuck Hogan.
Del Toro participou do jogo Death Stranding de Hideo Kojima que conta com Norman Reedus como personagem principal e Mads Mikkelsen como coadjuvante, interpretando o personagem 'Deadman'. O jogo foi lançado no PlayStation 4 em 8 de novembro de 2019 e no PC em 14 de julho de 2020.
Em 2023 o diretor anunciou durante uma entrevista que estava desenvolvendo O Gigante Enterrado, de Kazuo Ishiguro, em uma animação stop-motion.

## Filmografia
| Ano  | Filme                                        | Creditado como | Creditado como | Creditado como |
| Ano  | Filme                                        | Diretor        | Roteirista     | Produtor       |
| ---- | -------------------------------------------- | -------------- | -------------- | -------------- |
| 1986 | Dona Herlinda e seu Filho                    |                |                | Sim            |
| 1993 | Cronos                                       | Sim            | Sim            |                |
| 1997 | Mimic                                        | Sim            | Sim            |                |
| 1998 | Un Embrujo                                   |                |                | Sim            |
| 2001 | A Espinha do Diabo                           | Sim            | Sim            |                |
| 2002 | Asesino en serio                             |                |                | Sim            |
| 2002 | Blade II                                     | Sim            |                |                |
| 2004 | Crónicas                                     |                |                | Sim            |
| 2004 | Hellboy                                      | Sim            | Sim            |                |
| 2006 | Hellboy: Espada das Tempestades              |                |                | Sim            |
| 2006 | O Labirinto do Fauno                         | Sim            | Sim            | Sim            |
| 2007 | Hellboy: Blood and Iron                      |                |                | Sim            |
| 2007 | O Orfanato                                   |                |                | Sim            |
| 2008 | While She Was Out                            |                |                | Sim            |
| 2008 | Rudo y Cursi                                 |                |                | Sim            |
| 2008 | Cosas insignificantes                        |                |                | Sim            |
| 2008 | Hellboy II: O Exército Dourado               | Sim            | Sim            |                |
| 2009 | Splice - A Nova Espécie                      |                |                | Sim            |
| 2010 | Biutiful                                     |                |                | Sim            |
| 2010 | Los Ojos de Julia                            |                |                | Sim            |
| 2011 | Não Tenha Medo do Escuro                     |                | Sim            | Sim            |
| 2011 | Kung Fu Panda 2                              |                |                | Sim            |
| 2011 | O Gato de Botas                              |                |                | Sim            |
| 2012 | Rise of the Guardians                        |                |                | Sim            |
| 2012 | The Hobbit                                   |                | Sim            |                |
| 2012 | Dos Espadas                                  | Sim            |                |                |
| 2013 | Pacific Rim                                  | Sim            | Sim            | Sim            |
| 2013 | Mama                                         |                |                | Sim            |
| 2014 | Festa no Céu                                 |                |                | Sim            |
| 2015 | A Colina Escarlate                           | Sim            |                |                |
| 2016 | Trollhunters                                 | Sim            | Sim            | Sim            |
| 2017 | A Forma da Água                              | Sim            | Sim            | Sim            |
| 2018 | Pacific Rim: Uprising                        |                |                | Sim            |
| 2019 | Histórias Assustadoras para Contar no Escuro |                |                | Sim            |
| 2021 | Nightmare Alley                              | Sim            | Sim            | Sim            |
| 2022 | Pinocchio                                    | Sim            | Sim            | Sim            |

## Recepção
| Filme                             | Rotten Tomatoes | Metacritic |
| --------------------------------- | --------------- | ---------- |
| Cronos                            | 89%             | 70         |
| Mimic                             | 61%             | 55         |
| El espinazo del diablo            | 92%             | 78         |
| Blade II                          | 57%             | 52         |
| Hellboy                           | 81%             | 72         |
| O Labirinto do Fauno              | 95%             | 98         |
| Hellboy II: The Golden Army       | 85%             | 78         |
| Pacific Rim                       | 71%             | 64         |
| Crimson Peak                      | 71%             | 66         |
| The Shape of Water                | 92%             | 86         |
| Pacific Rim: Uprising             | 42%             | 44         |
| Scary Stories to Tell in the Dark | 77%             | 61         |
| Nightmare Alley                   | 80%             | 70         |
| Pinocchio                         | 97%             | 79         |

## Premiações
- Ganhou o Prêmio Mercedes-Benz no Festival de Cannes, por "Cronos" (1993).
- Ganhou o prêmio de Melhor Filme de Estréia no Festival de Havana, por "Cronos" (1993).
- Recebeu uma nomeação ao Oscar de Melhor Argumento Original, por "El laberinto del fauno" (2006).
- Recebeu uma nomeação ao Goya de Melhor Realizador, por "El laberinto del fauno" (2006).
- Em 2017, seu filme The Shape of Water ganhou o Leão de Ouro no Festival de Veneza.[6]
- Recebeu o Globo de Ouro de Melhor Diretor por seu filme The Shape of Water (2018).
- Recebeu o Critics' Choice Awards de Melhor Diretor e Melhor Filme por The Shape of Water (2018).
- Recebeu o BAFTA de melhor Diretor por The Shape of Water (2018).
- Recebeu o Oscar de Melhor Diretor e Melhor Filme por The Shape of Water (2018).
- Recebeu o BAFTA de Melhor Filme de Animação por Guillermo del Toro's Pinocchio  (2023).